# Apă sfințită

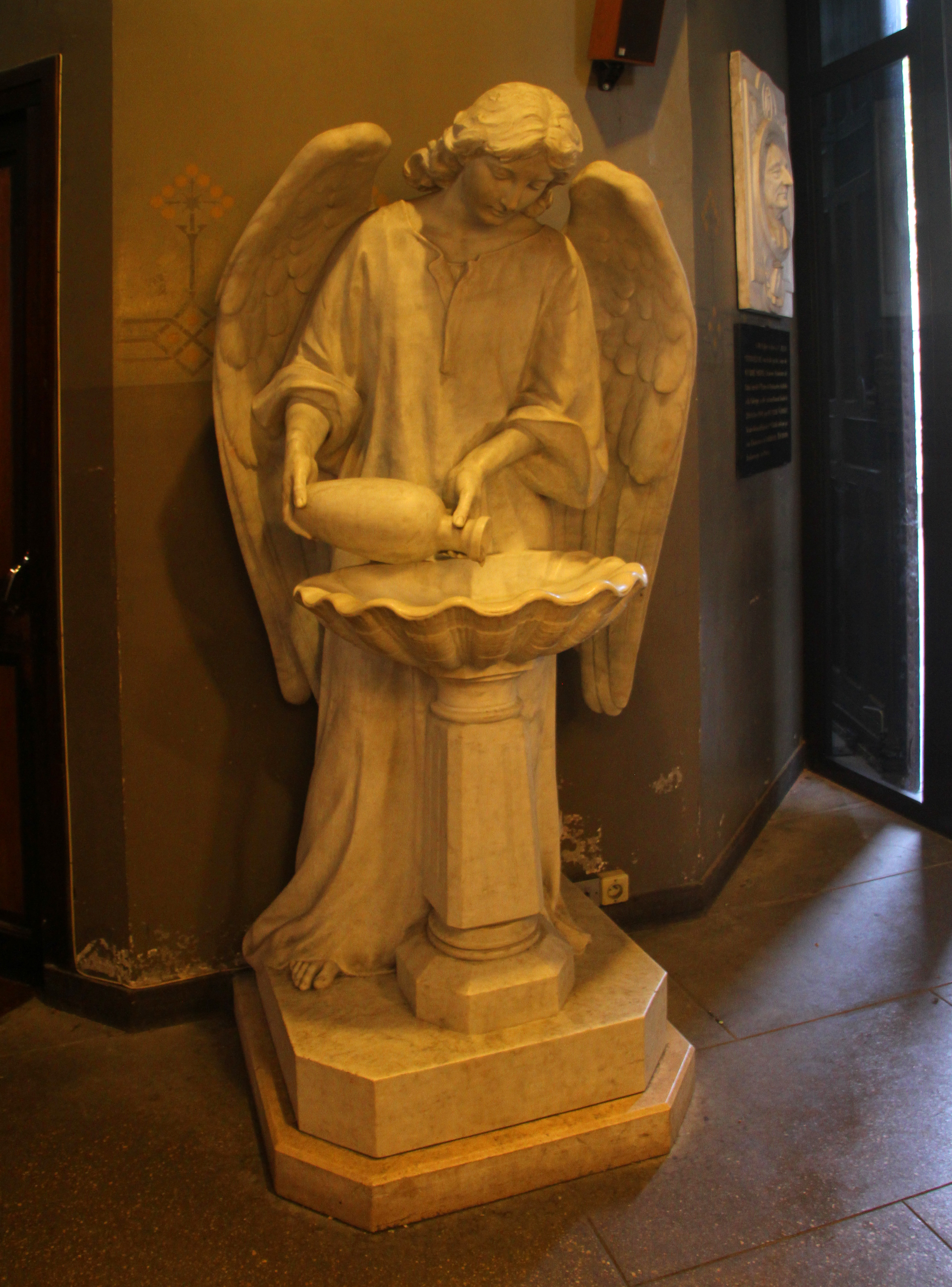
Recipient pentru apă sfințită la intrarea într-o biserică din Montmartre, Paris

Apa sfințită sau agheasma (în greacă αγίασμα, transliterat: aghíasma) este un mijloc de binecuvântare folosit în Biserică, ca semn al botezului primit de creștini. Sfințirea apei poate fi făcută oricând de diacon, preot sau episcop. În ritul bizantin există suplimentar slujba Sfințirii Mari a Apei, care este făcută de obicei la Bobotează.